# Liste des planètes mineures non numérotées découvertes entre le 16 et le 31 mars 2016
Pour un article plus général, voir Liste des planètes mineures non numérotées découvertes en 2016.
Pour un article plus général, voir Liste des planètes mineures.
Cet article dresse la liste des planètes mineures (astéroïdes, centaures, objets transneptuniens et assimilés) non numérotées découvertes en mars 2016 dans l'ordre de leur découverte.
Au 15 janvier 2025, 661 077 des 1 434 993 planètes mineures répertoriées par le Centre des planètes mineures ne sont pas encore numérotées, soit 46,07 %.

## Rappel concernant la désignation provisoire
La désignation provisoire indique l'ordre de découverte de ces objets. En effet, cette désignation est composée de l'année de découverte (par exemple 2016) suivie de la quinzaine (demi-mois) de découverte (p.e. A = 1-15 janvier) puis de l'ordre de découverte dans cette quinzaine. Cet ordre est indiqué par une lettre et éventuellement un chiffre comme suit : A pour la première découverte, B pour la deuxième, ..., Z pour la 25e (le I n'est pas utilisé pour éviter la confusion avec 1), A1 pour la 26e, B1 pour la 27e, etc. , Z1 pour la 50e, A2 pour la 51e, B2 pour la 52e, etc. L'ordre de la numérotation ne suit donc pas l'ordre alphanumérique. 2016 AA1 suit ainsi 2016 AZ et précède 2016 AB1.

## Liste du 16 au 31 mars 2016
- 2016 FA
- 2016 FB
- 2016 FC
- 2016 FD
- 2016 FH
- 2016 FJ
- 2016 FQ
- 2016 FS
- 2016 FT
- 2016 FU
- 2016 FA1
- 2016 FC1
- 2016 FD1
- 2016 FE1
- 2016 FF1
- 2016 FG1
- 2016 FM1
- 2016 FP1
- 2016 FU1
- 2016 FW1
- 2016 FZ1
- 2016 FD2
- 2016 FE2
- 2016 FN2
- 2016 FP2
- 2016 FR2
- 2016 FW2
- 2016 FX2
- 2016 FY2
- 2016 FZ2
- 2016 FC3
- 2016 FD3
- 2016 FH3
- 2016 FJ3
- 2016 FK3
- 2016 FL3
- 2016 FM3
- 2016 FO3
- 2016 FT3
- 2016 FU3
- 2016 FW3
- 2016 FY3
- 2016 FB4
- 2016 FJ4
- 2016 FM4
- 2016 FP4
- 2016 FX4
- 2016 FA5
- 2016 FC5
- 2016 FL5
- 2016 FO5
- 2016 FR6
- 2016 FT6
- 2016 FU6
- 2016 FV6
- 2016 FC7
- 2016 FF7
- 2016 FS7
- 2016 FV7
- 2016 FX7
- 2016 FC8
- 2016 FF8
- 2016 FG8
- 2016 FT8
- 2016 FX8
- 2016 FG9
- 2016 FS9
- 2016 FT9
- 2016 FW9
- 2016 FE10
- 2016 FH10
- 2016 FK10
- 2016 FN10
- 2016 FP10
- 2016 FQ10
- 2016 FW10
- 2016 FY10
- 2016 FA11
- 2016 FC11
- 2016 FD11
- 2016 FE11
- 2016 FB12
- 2016 FC12
- 2016 FD12
- 2016 FE12
- 2016 FF12
- 2016 FH12
- 2016 FL12
- 2016 FM12
- 2016 FO12
- 2016 FP12
- 2016 FQ12
- 2016 FR12
- 2016 FS12
- 2016 FT12
- 2016 FU12
- 2016 FV12
- 2016 FW12
- 2016 FY12
- 2016 FZ12
- 2016 FA13
- 2016 FB13
- 2016 FC13
- 2016 FD13
- 2016 FE13
- 2016 FF13
- 2016 FG13
- 2016 FJ13
- 2016 FK13
- 2016 FL13
- 2016 FM13
- 2016 FN13
- 2016 FO13
- 2016 FP13
- 2016 FQ13
- 2016 FR13
- 2016 FS13
- 2016 FT13
- 2016 FU13
- 2016 FV13
- 2016 FW13
- 2016 FX13
- 2016 FY13
- 2016 FZ13
- 2016 FA14
- 2016 FB14
- 2016 FC14
- 2016 FD14
- 2016 FF14
- 2016 FG14
- 2016 FH14
- 2016 FJ14
- 2016 FK14
- 2016 FL14
- 2016 FM14
- 2016 FN14
- 2016 FP14
- 2016 FQ14
- 2016 FR14
- 2016 FS14
- 2016 FT14
- 2016 FU14
- 2016 FV14
- 2016 FW14
- 2016 FX14
- 2016 FY14
- 2016 FA15
- 2016 FB15
- 2016 FC15
- 2016 FD15
- 2016 FE15
- 2016 FF15
- 2016 FL15
- 2016 FP15
- 2016 FT15
- 2016 FZ15
- 2016 FA16
- 2016 FB16
- 2016 FD16
- 2016 FF16
- 2016 FH16
- 2016 FK16
- 2016 FM16
- 2016 FT16
- 2016 FW16
- 2016 FX16
- 2016 FA17
- 2016 FG17
- 2016 FP17
- 2016 FV17
- 2016 FW17
- 2016 FZ17
- 2016 FE18
- 2016 FF18
- 2016 FK18
- 2016 FP18
- 2016 FQ18
- 2016 FR18
- 2016 FF19
- 2016 FJ19
- 2016 FK19
- 2016 FO19
- 2016 FQ19
- 2016 FR19
- 2016 FT19
- 2016 FB20
- 2016 FE20
- 2016 FJ20
- 2016 FK20
- 2016 FO20
- 2016 FQ20
- 2016 FU20
- 2016 FW20
- 2016 FY20
- 2016 FG21
- 2016 FM21
- 2016 FQ21
- 2016 FR21
- 2016 FS21
- 2016 FX21
- 2016 FZ21
- 2016 FB22
- 2016 FC22
- 2016 FD22
- 2016 FJ22
- 2016 FL22
- 2016 FM22
- 2016 FS22
- 2016 FT22
- 2016 FV22
- 2016 FW22
- 2016 FY22
- 2016 FA23
- 2016 FB23
- 2016 FF23
- 2016 FK23
- 2016 FR23
- 2016 FX23
- 2016 FC24
- 2016 FG24
- 2016 FM24
- 2016 FP24
- 2016 FQ24
- 2016 FT24
- 2016 FW24
- 2016 FB25
- 2016 FK25
- 2016 FQ25
- 2016 FS25
- 2016 FT25
- 2016 FV25
- 2016 FW25
- 2016 FY25
- 2016 FB26
- 2016 FD26
- 2016 FH26
- 2016 FP26
- 2016 FQ26
- 2016 FR26
- 2016 FT26
- 2016 FU26
- 2016 FV26
- 2016 FZ26
- 2016 FC27
- 2016 FH27
- 2016 FO27
- 2016 FQ27
- 2016 FX27
- 2016 FY27
- 2016 FC28
- 2016 FF28
- 2016 FG28
- 2016 FK28
- 2016 FM28
- 2016 FQ28
- 2016 FS28
- 2016 FT28
- 2016 FV28
- 2016 FW28
- 2016 FX28
- 2016 FB29
- 2016 FE29
- 2016 FH29
- 2016 FN29
- 2016 FT29
- 2016 FV29
- 2016 FW29
- 2016 FB30
- 2016 FD30
- 2016 FE30
- 2016 FK30
- 2016 FR30
- 2016 FS30
- 2016 FX30
- 2016 FY30
- 2016 FZ30
- 2016 FC31
- 2016 FE31
- 2016 FJ31
- 2016 FK31
- 2016 FM31
- 2016 FP31
- 2016 FV31
- 2016 FW31
- 2016 FX31
- 2016 FC32
- 2016 FE32
- 2016 FG32
- 2016 FM32
- 2016 FN32
- 2016 FP32
- 2016 FQ32
- 2016 FR32
- 2016 FT32
- 2016 FU32
- 2016 FA33
- 2016 FB33
- 2016 FH33
- 2016 FO33
- 2016 FQ33
- 2016 FR33
- 2016 FV33
- 2016 FZ33
- 2016 FA34
- 2016 FJ34
- 2016 FK34
- 2016 FL34
- 2016 FP34
- 2016 FS34
- 2016 FZ34
- 2016 FB35
- 2016 FE35
- 2016 FJ35
- 2016 FR35
- 2016 FS35
- 2016 FV35
- 2016 FY35
- 2016 FZ35
- 2016 FC36
- 2016 FD36
- 2016 FN36
- 2016 FZ36
- 2016 FB37
- 2016 FG37
- 2016 FK37
- 2016 FL37
- 2016 FS37
- 2016 FT37
- 2016 FF38
- 2016 FM38
- 2016 FT38
- 2016 FU38
- 2016 FW38
- 2016 FZ38
- 2016 FG39
- 2016 FH39
- 2016 FJ39
- 2016 FK39
- 2016 FL39
- 2016 FM39
- 2016 FP39
- 2016 FS39
- 2016 FW39
- 2016 FE40
- 2016 FG40
- 2016 FJ40
- 2016 FK40
- 2016 FL40
- 2016 FP40
- 2016 FS40
- 2016 FU40
- 2016 FX40
- 2016 FQ41
- 2016 FR41
- 2016 FS41
- 2016 FT41
- 2016 FX42
- 2016 FZ42
- 2016 FA43
- 2016 FC43
- 2016 FG43
- 2016 FH43
- 2016 FK43
- 2016 FO43
- 2016 FQ43
- 2016 FR43
- 2016 FT43
- 2016 FU43
- 2016 FW43
- 2016 FX43
- 2016 FJ44
- 2016 FM44
- 2016 FT44
- 2016 FU44
- 2016 FY44
- 2016 FF45
- 2016 FH45
- 2016 FN45
- 2016 FO45
- 2016 FR45
- 2016 FS45
- 2016 FU45
- 2016 FC46
- 2016 FF46
- 2016 FJ46
- 2016 FT46
- 2016 FU46
- 2016 FX46
- 2016 FE47
- 2016 FG47
- 2016 FH47
- 2016 FK47
- 2016 FL47
- 2016 FM47
- 2016 FO47
- 2016 FQ47
- 2016 FS47
- 2016 FU47
- 2016 FW47
- 2016 FY47
- 2016 FZ47
- 2016 FA48
- 2016 FB48
- 2016 FF48
- 2016 FH48
- 2016 FN48
- 2016 FP48
- 2016 FQ48
- 2016 FS48
- 2016 FV48
- 2016 FZ48
- 2016 FC49
- 2016 FD49
- 2016 FH49
- 2016 FJ49
- 2016 FR49
- 2016 FS49
- 2016 FB50
- 2016 FM50
- 2016 FQ50
- 2016 FT50
- 2016 FW50
- 2016 FZ50
- 2016 FA51
- 2016 FE51
- 2016 FG51
- 2016 FN51
- 2016 FO51
- 2016 FQ51
- 2016 FS51
- 2016 FT51
- 2016 FW51
- 2016 FY51
- 2016 FE52
- 2016 FL52
- 2016 FM52
- 2016 FO52
- 2016 FU52
- 2016 FX52
- 2016 FZ52
- 2016 FB53
- 2016 FG53
- 2016 FM53
- 2016 FN53
- 2016 FP53
- 2016 FQ53
- 2016 FS53
- 2016 FV53
- 2016 FH54
- 2016 FM54
- 2016 FQ54
- 2016 FW54
- 2016 FX54
- 2016 FB55
- 2016 FC55
- 2016 FH55
- 2016 FJ55
- 2016 FL55
- 2016 FX55
- 2016 FZ55
- 2016 FE56
- 2016 FN56
- 2016 FO56
- 2016 FS56
- 2016 FX56
- 2016 FY56
- 2016 FA57
- 2016 FC57
- 2016 FF57
- 2016 FJ57
- 2016 FR57
- 2016 FU57
- 2016 FW57
- 2016 FA58
- 2016 FT58
- 2016 FU58
- 2016 FV58
- 2016 FW58
- 2016 FX58
- 2016 FY58
- 2016 FZ58
- 2016 FA59
- 2016 FB59
- 2016 FC59
- 2016 FD59
- 2016 FE59
- 2016 FF59
- 2016 FG59
- 2016 FH59
- 2016 FJ59
- 2016 FK59
- 2016 FL59
- 2016 FM59
- 2016 FN59
- 2016 FO59
- 2016 FQ59
- 2016 FS59
- 2016 FT59
- 2016 FU59
- 2016 FV59
- 2016 FX59
- 2016 FY59
- 2016 FZ59
- 2016 FA60
- 2016 FB60
- 2016 FC60
- 2016 FD60
- 2016 FE60
- 2016 FG60
- 2016 FH60
- 2016 FJ60
- 2016 FL60
- 2016 FM60
- 2016 FO60
- 2016 FP60
- 2016 FQ60
- 2016 FR60
- 2016 FU60
- 2016 FV60
- 2016 FZ60
- 2016 FB61
- 2016 FG61
- 2016 FL61
- 2016 FM61
- 2016 FP61
- 2016 FQ61
- 2016 FS61
- 2016 FU61
- 2016 FV61
- 2016 FW61
- 2016 FZ61
- 2016 FA62
- 2016 FB62
- 2016 FD62
- 2016 FE62
- 2016 FK62
- 2016 FY62
- 2016 FC63
- 2016 FX63
- 2016 FE64
- 2016 FP64
- 2016 FL65
- 2016 FV65
- 2016 FY65
- 2016 FA66
- 2016 FB66
- 2016 FD66
- 2016 FT66
- 2016 FY67
- 2016 FC68
- 2016 FN68
- 2016 FO68
- 2016 FP68
- 2016 FQ68
- 2016 FS68
- 2016 FV68
- 2016 FW68
- 2016 FX68
- 2016 FY68
- 2016 FA69
- 2016 FB69
- 2016 FC69
- 2016 FE69
- 2016 FF69
- 2016 FG69
- 2016 FH69
- 2016 FJ69
- 2016 FK69
- 2016 FL69
- 2016 FM69
- 2016 FN69
- 2016 FO69
- 2016 FP69
- 2016 FQ69
- 2016 FR69
- 2016 FT69
- 2016 FV69
- 2016 FW69
- 2016 FX69
- 2016 FY69
- 2016 FZ69
- 2016 FA70
- 2016 FC70
- 2016 FF70
- 2016 FH70
- 2016 FJ70
- 2016 FK70
- 2016 FM70
- 2016 FN70
- 2016 FQ70
- 2016 FR70
- 2016 FS70
- 2016 FT70
- 2016 FW70
- 2016 FX70
- 2016 FY70
- 2016 FZ70
- 2016 FD71
- 2016 FF71
- 2016 FR71
- 2016 FS71
- 2016 FU71
- 2016 FV71
- 2016 FW71
- 2016 FX71
- 2016 FA72
- 2016 FC72
- 2016 FD72
- 2016 FE72
- 2016 FF72
- 2016 FG72
- 2016 FH72
- 2016 FJ72
- 2016 FK72
- 2016 FL72
- 2016 FM72
- 2016 FO72
- 2016 FP72
- 2016 FQ72
- 2016 FT72
- 2016 FV72
- 2016 FX72
- 2016 FY72
- 2016 FZ72
- 2016 FA73
- 2016 FB73
- 2016 FD73
- 2016 FF73
- 2016 FG73
- 2016 FH73
- 2016 FJ73
- 2016 FK73
- 2016 FR73
- 2016 FS73
- 2016 FT73
- 2016 FU73
- 2016 FV73
- 2016 FW73
- 2016 FX73
- 2016 FY73
- 2016 FZ73
- 2016 FB74
- 2016 FD74
- 2016 FE74
- 2016 FF74
- 2016 FG74
- 2016 FH74
- 2016 FK74
- 2016 FL74
- 2016 FM74
- 2016 FN74
- 2016 FO74
- 2016 FS74
- 2016 FT74
- 2016 FU74
- 2016 FV74
- 2016 FW74
- 2016 FZ74
- 2016 FB75
- 2016 FD75
- 2016 FG75
- 2016 FJ75
- 2016 FK75
- 2016 FL75
- 2016 FM75
- 2016 FN75
- 2016 FO75
- 2016 FS75
- 2016 FT75
- 2016 FU75
- 2016 FV75
- 2016 FW75
- 2016 FA76
- 2016 FB76
- 2016 FC76
- 2016 FD76
- 2016 FE76
- 2016 FF76
- 2016 FG76
- 2016 FH76
- 2016 FJ76
- 2016 FK76
- 2016 FL76
- 2016 FM76
- 2016 FN76
- 2016 FO76
- 2016 FP76
- 2016 FR76
- 2016 FS76
- 2016 FV76
- 2016 FW76
- 2016 FX76
- 2016 FY76
- 2016 FZ76
- 2016 FA77
- 2016 FC77
- 2016 FE77
- 2016 FH77
- 2016 FJ77
- 2016 FM77
- 2016 FO77
- 2016 FP77
- 2016 FQ77
- 2016 FR77
- 2016 FS77
- 2016 FV77
- 2016 FY77
- 2016 FB78
- 2016 FC78
- 2016 FD78
- 2016 FH78
- 2016 FJ78
- 2016 FL78
- 2016 FM78
- 2016 FN78
- 2016 FR78
- 2016 FU78
- 2016 FV78
- 2016 FW78
- 2016 FX78
- 2016 FY78
- 2016 FE79
- 2016 FH79
- 2016 FJ79
- 2016 FK79
- 2016 FL79
- 2016 FM79
- 2016 FN79
- 2016 FO79
- 2016 FP79
- 2016 FQ79
- 2016 FR79
- 2016 FS79
- 2016 FT79
- 2016 FU79
- 2016 FX79
- 2016 FY79
- 2016 FZ79
- 2016 FA80
- 2016 FB80
- 2016 FC80
- 2016 FD80
- 2016 FE80
- 2016 FG80
- 2016 FH80
- 2016 FJ80
- 2016 FK80
- 2016 FL80
- 2016 FM80
- 2016 FN80
- 2016 FO80
- 2016 FP80
- 2016 FQ80
- 2016 FR80
- 2016 FS80
- 2016 FU80
- 2016 FV80
- 2016 FW80
- 2016 FA81
- 2016 FB81
- 2016 FE81
- 2016 FF81
- 2016 FG81
- 2016 FP81
- 2016 FR81
- 2016 FU81
- 2016 FW81
- 2016 FX81
- 2016 FY81
- 2016 FZ81
- 2016 FC82
- 2016 FE82
- 2016 FF82
- 2016 FH82
- 2016 FJ82
- 2016 FK82
- 2016 FL82
- 2016 FM82
- 2016 FN82
- 2016 FP82
- 2016 FS82
- 2016 FT82
- 2016 FU82
- 2016 FW82
- 2016 FX82
- 2016 FY82
- 2016 FA83
- 2016 FC83
- 2016 FD83
- 2016 FE83
- 2016 FF83
- 2016 FG83
- 2016 FH83
- 2016 FJ83
- 2016 FK83
- 2016 FL83
- 2016 FP83
- 2016 FQ83
- 2016 FR83
- 2016 FV83
- 2016 FY83
- 2016 FZ83
- 2016 FB84
- 2016 FC84
- 2016 FD84
- 2016 FE84
- 2016 FF84
- 2016 FG84
- 2016 FH84
- 2016 FJ84
- 2016 FK84
- 2016 FL84
- 2016 FM84
- 2016 FN84
- 2016 FO84
- 2016 FP84
- 2016 FQ84
- 2016 FR84
- 2016 FS84
- 2016 FT84
- 2016 FU84
- 2016 FV84
- 2016 FW84
- 2016 FX84
- 2016 FZ84
- 2016 FB85
- 2016 FC85
- 2016 FD85
- 2016 FE85
- 2016 FF85
- 2016 FG85
- 2016 FH85
- 2016 FK85
- 2016 FL85
- 2016 FM85
- 2016 FN85
- 2016 FO85
- 2016 FP85
- 2016 FQ85
- 2016 FR85
- 2016 FS85
- 2016 FT85
- 2016 FU85
- 2016 FV85
- 2016 FW85
- 2016 FX85
- 2016 FY85
- 2016 FZ85
- 2016 FB86
- 2016 FC86
- 2016 FD86
- 2016 FE86
- 2016 FF86
- 2016 FG86
- 2016 FH86
- 2016 FJ86
- 2016 FK86
- 2016 FL86
- 2016 FM86
- 2016 FN86
- 2016 FO86
- 2016 FP86
- 2016 FQ86
- 2016 FR86
- 2016 FS86
- 2016 FT86
- 2016 FW86
- 2016 FX86
- 2016 FY86
- 2016 FZ86
- 2016 FA87
- 2016 FB87
- 2016 FC87
- 2016 FD87
- 2016 FE87
- 2016 FF87
- 2016 FG87
- 2016 FH87
- 2016 FJ87
- 2016 FK87
- 2016 FL87
- 2016 FM87
- 2016 FN87
- 2016 FO87
- 2016 FP87
- 2016 FQ87
- 2016 FR87
- 2016 FS87
- 2016 FT87
- 2016 FU87
- 2016 FV87
- 2016 FW87
- 2016 FX87
- 2016 FY87
- 2016 FZ87
- 2016 FA88
- 2016 FB88
- 2016 FC88
- 2016 FD88
- 2016 FE88
- 2016 FF88
- 2016 FG88
- 2016 FH88
- 2016 FJ88
- 2016 FK88
- 2016 FL88
- 2016 FM88
- 2016 FN88
- 2016 FO88
- 2016 FP88
- 2016 FQ88
- 2016 FR88
- 2016 FS88
- 2016 FT88
- 2016 FU88
- 2016 FV88
- 2016 FW88
- 2016 FX88
- 2016 FY88
- 2016 FZ88
- 2016 FA89
- 2016 FB89
- 2016 FC89
- 2016 FD89
- 2016 FE89
- 2016 FF89
- 2016 FG89
- 2016 FH89
- 2016 FJ89
- 2016 FK89
- 2016 FL89
- 2016 FM89
- 2016 FN89
- 2016 FO89
- 2016 FP89
- 2016 FR89
- 2016 FS89
- 2016 FT89
- 2016 FU89
- 2016 FV89
- 2016 FW89
- 2016 FX89
- 2016 FY89
- 2016 FZ89
- 2016 FA90
- 2016 FB90
- 2016 FC90
- 2016 FD90
- 2016 FE90
- 2016 FF90
- 2016 FG90
- 2016 FH90
- 2016 FJ90
- 2016 FK90
- 2016 FL90
- 2016 FM90
- 2016 FN90
- 2016 FO90
- 2016 FP90
- 2016 FQ90
- 2016 FR90
- 2016 FS90
- 2016 FT90
- 2016 FU90
- 2016 FV90
- 2016 FW90
- 2016 FY90
- 2016 FZ90
- 2016 FA91
- 2016 FB91
- 2016 FC91
- 2016 FD91
- 2016 FE91
- 2016 FF91
- 2016 FG91
- 2016 FH91
- 2016 FJ91
- 2016 FK91
- 2016 FN91
- 2016 FO91
- 2016 FP91
- 2016 FQ91
- 2016 FR91
- 2016 FS91
- 2016 FT91
- 2016 FU91
- 2016 FV91
- 2016 FW91
- 2016 FX91
- 2016 FY91
- 2016 FZ91
- 2016 FA92
- 2016 FB92
- 2016 FC92
- 2016 FD92
- 2016 FE92
- 2016 FF92
- 2016 FG92
- 2016 FH92
- 2016 FJ92
- 2016 FK92
- 2016 FL92
- 2016 FM92
- 2016 FN92
- 2016 FO92
- 2016 FP92
- 2016 FQ92
- 2016 FR92
- 2016 FS92
- 2016 FT92
- 2016 FV92
- 2016 FW92
- 2016 FX92
- 2016 FY92
- 2016 FZ92
- 2016 FA93
- 2016 FB93
- 2016 FC93
- 2016 FD93
- 2016 FE93
- 2016 FF93
- 2016 FG93
- 2016 FH93
- 2016 FJ93
- 2016 FK93
- 2016 FL93
- 2016 FM93
- 2016 FN93
- 2016 FO93
- 2016 FQ93
- 2016 FR93
- 2016 FS93
- 2016 FT93
- 2016 FU93
- 2016 FV93
- 2016 FW93
- 2016 FX93
- 2016 FY93
- 2016 FZ93
- 2016 FB94
- 2016 FC94
- 2016 FE94
- 2016 FF94
- 2016 FG94
- 2016 FH94
- 2016 FJ94
- 2016 FK94
- 2016 FL94
- 2016 FM94
- 2016 FN94
- 2016 FO94
- 2016 FP94
- 2016 FQ94
- 2016 FR94
- 2016 FS94
- 2016 FT94
- 2016 FV94
- 2016 FW94
- 2016 FX94
- 2016 FY94
- 2016 FZ94
- 2016 FA95
- 2016 FB95
- 2016 FD95
- 2016 FE95
- 2016 FF95
- 2016 FG95
- 2016 FH95
- 2016 FJ95
- 2016 FK95
- 2016 FL95
- 2016 FM95
- 2016 FN95
- 2016 FO95
- 2016 FP95
- 2016 FQ95
- 2016 FR95
- 2016 FS95
- 2016 FT95
- 2016 FU95
- 2016 FW95
- 2016 FX95
- 2016 FY95
- 2016 FZ95
- 2016 FA96
- 2016 FB96
- 2016 FC96
- 2016 FD96
- 2016 FE96
- 2016 FF96
- 2016 FG96
- 2016 FK96
- 2016 FL96
- 2016 FN96
- 2016 FO96
- 2016 FP96
- 2016 FQ96
- 2016 FR96
- 2016 FS96
- 2016 FT96
- 2016 FU96
- 2016 FV96
- 2016 FW96
- 2016 FX96
- 2016 FY96
- 2016 FZ96
- 2016 FA97
- 2016 FB97
- 2016 FC97
- 2016 FD97
- 2016 FE97
- 2016 FF97
- 2016 FG97
- 2016 FH97
- 2016 FJ97
- 2016 FK97
- 2016 FL97
- 2016 FM97
- 2016 FN97
- 2016 FO97
- 2016 FP97
- 2016 FQ97
- 2016 FR97
- 2016 FS97
- 2016 FT97
- 2016 FU97
- 2016 FV97
- 2016 FW97
- 2016 FX97
- 2016 FY97
- 2016 FZ97
- 2016 FA98
- 2016 FB98
- 2016 FC98
- 2016 FD98
- 2016 FE98
- 2016 FF98
- 2016 FG98
- 2016 FH98
- 2016 FJ98
- 2016 FK98
- 2016 FL98
- 2016 FN98
- 2016 FO98
- 2016 FQ98
- 2016 FR98
- 2016 FS98
- 2016 FT98
- 2016 FU98
- 2016 FV98
- 2016 FW98
- 2016 FY98
- 2016 FZ98
- 2016 FA99
- 2016 FB99
- 2016 FC99
- 2016 FD99
- 2016 FE99
- 2016 FF99
- 2016 FG99
- 2016 FH99
- 2016 FJ99
- 2016 FK99
- 2016 FL99
- 2016 FM99
- 2016 FN99
- 2016 FO99
- 2016 FQ99
- 2016 FS99
- 2016 FT99
- 2016 FU99
- 2016 FV99
- 2016 FW99
- 2016 FX99
- 2016 FY99
- 2016 FZ99
- 2016 FA100
- 2016 FB100
- 2016 FC100
- 2016 FD100
- 2016 FE100
- 2016 FF100
- 2016 FG100
- 2016 FH100
- 2016 FJ100
- 2016 FK100
- 2016 FL100
- 2016 FM100
- 2016 FN100
- 2016 FP100
- 2016 FQ100
- 2016 FR100
- 2016 FS100
- 2016 FT100
- 2016 FU100
- 2016 FV100
- 2016 FW100
- 2016 FZ100
- 2016 FA101
- 2016 FB101
- 2016 FC101
- 2016 FD101
- 2016 FE101
- 2016 FF101
- 2016 FG101
- 2016 FJ101
- 2016 FK101
- 2016 FM101
- 2016 FN101
- 2016 FO101
- 2016 FP101
- 2016 FQ101
- 2016 FR101
- 2016 FS101
- 2016 FU101
- 2016 FV101
- 2016 FW101
- 2016 FX101
- 2016 FY101
- 2016 FZ101
- 2016 FA102
- 2016 FB102
- 2016 FC102
- 2016 FD102
- 2016 FE102
- 2016 FF102
- 2016 FG102
- 2016 FH102
- 2016 FJ102
- 2016 FK102
- 2016 FL102
- 2016 FM102
- 2016 FN102
- 2016 FO102
- 2016 FP102
- 2016 FQ102
- 2016 FR102
- 2016 FS102
- 2016 FT102
- 2016 FU102
- 2016 FV102
- 2016 FW102
- 2016 FX102
- 2016 FY102
- 2016 FZ102
- 2016 FA103
- 2016 FB103
- 2016 FC103
- 2016 FD103
- 2016 FE103
- 2016 FF103
- 2016 FG103
- 2016 FH103
- 2016 FJ103
- 2016 FK103
- 2016 FL103
- 2016 FM103
- 2016 FN103
- 2016 FO103
- 2016 FP103
- 2016 FQ103
- 2016 FR103
- 2016 FS103
- 2016 FT103
- 2016 FU103
- 2016 FV103
- 2016 FW103
- 2016 FX103
- 2016 FY103
- 2016 FZ103
- 2016 FA104
- 2016 FB104
- 2016 FC104
- 2016 FD104
- 2016 FE104
- 2016 FF104
- 2016 FG104
- 2016 FH104
- 2016 FJ104
- 2016 FK104
- 2016 FL104
- 2016 FM104
- 2016 FN104
- 2016 FO104
- 2016 FP104
- 2016 FQ104
- 2016 FR104
- 2016 FS104
- 2016 FT104
- 2016 FU104
- 2016 FV104
- 2016 FW104
- 2016 FX104
- 2016 FY104
- 2016 FZ104
- 2016 FA105
- 2016 FB105
- 2016 FC105
- 2016 FE105
- 2016 FF105
- 2016 FH105
- 2016 FJ105
- 2016 FK105
- 2016 FL105
- 2016 FM105
- 2016 FN105
- 2016 FO105
- 2016 FP105
- 2016 FQ105
- 2016 FR105
- 2016 FS105
- 2016 FT105
- 2016 FU105
- 2016 FV105
- 2016 FW105
- 2016 FX105
- 2016 FY105
- 2016 FZ105
- 2016 FA106
- 2016 FB106
- 2016 FC106
- 2016 FD106
- 2016 FE106
- 2016 FF106
- 2016 FG106
- 2016 FH106
- 2016 FJ106
- 2016 FK106
- 2016 FL106
- 2016 FM106
- 2016 FN106
- 2016 FO106
- 2016 FP106
- 2016 FQ106
- 2016 FR106
- 2016 FS106
- 2016 FT106
- 2016 FU106
- 2016 FV106
- 2016 FW106
- 2016 FX106
- 2016 FY106
- 2016 FZ106
- 2016 FA107
- 2016 FB107
- 2016 FC107
- 2016 FD107
- 2016 FE107
- 2016 FF107
- 2016 FG107
- 2016 FH107
- 2016 FJ107
- 2016 FK107
- 2016 FL107
- 2016 FM107
- 2016 FN107
- 2016 FO107
- 2016 FP107
- 2016 FQ107
- 2016 FR107
- 2016 FS107
- 2016 FT107
- 2016 FU107
- 2016 FV107
- 2016 FW107
- 2016 FX107
- 2016 FY107
- 2016 FZ107
- 2016 FA108
- 2016 FB108
- 2016 FC108
- 2016 FD108
- 2016 FE108
- 2016 FF108
- 2016 FG108
- 2016 FH108
- 2016 FJ108
- 2016 FK108
- 2016 FL108
- 2016 FM108
- 2016 FN108
- 2016 FO108
- 2016 FP108
- 2016 FQ108
- 2016 FR108
- 2016 FS108
- 2016 FT108
- 2016 FU108
- 2016 FV108
- 2016 FX108
- 2016 FY108
- 2016 FZ108
- 2016 FA109
- 2016 FB109
- 2016 FC109
- 2016 FD109
- 2016 FE109
- 2016 FF109
- 2016 FG109
- 2016 FH109
- 2016 FJ109
- 2016 FK109
- 2016 FL109
- 2016 FM109
- 2016 FN109
- 2016 FO109
- 2016 FP109
- 2016 FQ109
- 2016 FR109
- 2016 FS109
- 2016 FT109
- 2016 FU109
- 2016 FV109
- 2016 FW109
- 2016 FX109
- 2016 FY109
- 2016 FZ109
- 2016 FA110
- 2016 FB110
- 2016 FC110
- 2016 FD110
- 2016 FE110
- 2016 FF110
- 2016 FG110
- 2016 FH110
- 2016 FK110
- 2016 FL110
- 2016 FM110
- 2016 FN110
- 2016 FO110
- 2016 FQ110
- 2016 FR110
- 2016 FS110
- 2016 FT110
- 2016 FU110
- 2016 FV110
- 2016 FW110
- 2016 FX110
- 2016 FY110
- 2016 FZ110
- 2016 FA111
- 2016 FB111
- 2016 FC111
- 2016 FD111
- 2016 FE111
- 2016 FF111
- 2016 FH111
- 2016 FJ111
- 2016 FK111
- 2016 FL111
- 2016 FM111
- 2016 FO111
- 2016 FP111
- 2016 FQ111
- 2016 FR111
- 2016 FS111
- 2016 FT111
- 2016 FU111
- 2016 FV111
- 2016 FW111
- 2016 FY111
- 2016 FZ111
- 2016 FA112
- 2016 FB112
- 2016 FC112
- 2016 FD112
- 2016 FE112
- 2016 FF112
- 2016 FG112
- 2016 FH112
- 2016 FJ112
- 2016 FK112
- 2016 FL112
- 2016 FM112
- 2016 FN112
- 2016 FO112
- 2016 FP112
- 2016 FR112
- 2016 FS112
- 2016 FT112
- 2016 FU112
- 2016 FW112
- 2016 FX112
- 2016 FY112
- 2016 FZ112
- 2016 FA113
- 2016 FB113
- 2016 FC113
- 2016 FD113
- 2016 FE113
- 2016 FF113
- 2016 FH113
- 2016 FJ113
- 2016 FL113
- 2016 FM113
- 2016 FN113
- 2016 FO113
- 2016 FP113
- 2016 FQ113
- 2016 FR113
- 2016 FS113
- 2016 FT113
- 2016 FU113
- 2016 FV113
- 2016 FW113
- 2016 FX113
- 2016 FY113
- 2016 FZ113
- 2016 FA114
- 2016 FB114
- 2016 FC114
- 2016 FD114
- 2016 FE114
- 2016 FF114
- 2016 FG114
- 2016 FH114
- 2016 FJ114
- 2016 FK114
- 2016 FL114
- 2016 FM114
- 2016 FN114
- 2016 FO114
- 2016 FP114
- 2016 FQ114
- 2016 FR114
- 2016 FS114
- 2016 FT114
- 2016 FU114
- 2016 FV114
- 2016 FW114
- 2016 FX114
- 2016 FY114
- 2016 FZ114
- 2016 FA115
- 2016 FB115
- 2016 FC115
- 2016 FD115
- 2016 FE115
- 2016 FF115
- 2016 FG115
- 2016 FH115
- 2016 FJ115
- 2016 FK115
- 2016 FL115
- 2016 FM115
- 2016 FN115
- 2016 FO115
- 2016 FP115
- 2016 FQ115
- 2016 FR115
- 2016 FS115
- 2016 FT115
- 2016 FU115
- 2016 FV115
- 2016 FW115
- 2016 FX115
- 2016 FY115
- 2016 FZ115
- 2016 FA116
- 2016 FB116
- 2016 FC116
- 2016 FD116
- 2016 FE116
- 2016 FG116
- 2016 FH116
- 2016 FJ116
- 2016 FK116
- 2016 FL116
- 2016 FM116
- 2016 FN116
- 2016 FO116
- 2016 FP116
- 2016 FQ116
- 2016 FR116
- 2016 FS116
- 2016 FT116
- 2016 FU116
- 2016 FV116
- 2016 FW116
- 2016 FX116
- 2016 FY116
- 2016 FZ116
- 2016 FA117
- 2016 FB117
- 2016 FC117
- 2016 FD117
- 2016 FE117
- 2016 FF117
- 2016 FG117
- 2016 FH117
- 2016 FJ117
- 2016 FK117
- 2016 FL117
- 2016 FM117
- 2016 FN117
- 2016 FO117
- 2016 FP117
- 2016 FQ117
- 2016 FR117
- 2016 FS117
- 2016 FT117
- 2016 FU117
- 2016 FV117
- 2016 FW117
- 2016 FX117
- 2016 FY117
- 2016 FZ117
- 2016 FA118
- 2016 FB118
- 2016 FC118
- 2016 FD118
- 2016 FE118
- 2016 FF118
- 2016 FG118
- 2016 FH118
- 2016 FJ118
- 2016 FK118
- 2016 FL118
- 2016 FN118
- 2016 FO118
- 2016 FP118
- 2016 FQ118
- 2016 FR118
- 2016 FS118
- 2016 FT118
- 2016 FU118
- 2016 FV118
- 2016 FW118
- 2016 FX118
- 2016 FY118
- 2016 FZ118
- 2016 FA119
- 2016 FB119
- 2016 FC119
- 2016 FD119
- 2016 FE119
- 2016 FF119
- 2016 FG119
- 2016 FH119
- 2016 FJ119
- 2016 FK119
- 2016 FL119
- 2016 FM119
- 2016 FN119
- 2016 FO119
- 2016 FP119
- 2016 FQ119
- 2016 FR119
- 2016 FS119
- 2016 FT119
- 2016 FU119
- 2016 FV119
- 2016 FW119
- 2016 FX119
- 2016 FY119
- 2016 FZ119
- 2016 FB120
- 2016 FC120
- 2016 FD120
- 2016 FE120
- 2016 FF120
- 2016 FG120
- 2016 FH120
- 2016 FK120
- 2016 FL120
- 2016 FM120
- 2016 FN120
- 2016 FO120
- 2016 FP120
- 2016 FQ120
- 2016 FR120
- 2016 FS120
- 2016 FT120
- 2016 FU120
- 2016 FV120
- 2016 FW120
- 2016 FX120
- 2016 FY120
- 2016 FZ120
- 2016 FA121
- 2016 FB121
- 2016 FC121
- 2016 FD121
- 2016 FE121
- 2016 FF121
- 2016 FG121
- 2016 FH121
- 2016 FJ121
- 2016 FK121
- 2016 FL121
- 2016 FM121
- 2016 FN121
- 2016 FO121
- 2016 FP121
- 2016 FQ121
- 2016 FR121
- 2016 FS121
- 2016 FT121
- 2016 FU121
- 2016 FV121
- 2016 FW121
- 2016 FX121
- 2016 FY121
- 2016 FZ121
- 2016 FA122
- 2016 FB122
- 2016 FC122
- 2016 FD122
- 2016 FE122
- 2016 FF122
- 2016 FG122
- 2016 FH122
- 2016 FJ122
- 2016 FK122
- 2016 FL122
- 2016 FM122
- 2016 FN122
- 2016 FP122
- 2016 FQ122
- 2016 FR122
- 2016 FS122
- 2016 FT122
- 2016 FU122
- 2016 FV122
- 2016 FW122
- 2016 FX122
- 2016 FY122
- 2016 FZ122
- 2016 FA123
- 2016 FB123
- 2016 FC123
- 2016 FD123
- 2016 FE123
- 2016 FF123
- 2016 FG123
- 2016 FH123
- 2016 FJ123
- 2016 FK123
- 2016 FL123
- 2016 FM123
- 2016 FN123
- 2016 FO123
- 2016 FP123
- 2016 FQ123
- 2016 FR123
- 2016 FS123
- 2016 FU123
- 2016 FV123
- 2016 FW123
- 2016 FX123
- 2016 FY123
- 2016 FZ123
- 2016 FA124
- 2016 FB124
- 2016 FC124
- 2016 FD124
- 2016 FE124
- 2016 FF124
- 2016 FG124
- 2016 FH124
- 2016 FJ124
- 2016 FK124
- 2016 FL124
- 2016 FM124
- 2016 FN124
- 2016 FO124
- 2016 FP124
- 2016 FQ124
- 2016 FR124
- 2016 FS124
- 2016 FT124
- 2016 FU124
- 2016 FV124
- 2016 FW124
- 2016 FY124
- 2016 FZ124
- 2016 FA125
- 2016 FB125
- 2016 FC125
- 2016 FD125
- 2016 FE125
- 2016 FF125
- 2016 FG125
- 2016 FH125
- 2016 FJ125
- 2016 FK125
- 2016 FL125
- 2016 FM125
- 2016 FN125
- 2016 FO125
- 2016 FP125
- 2016 FQ125
- 2016 FR125
- 2016 FS125
- 2016 FT125
- 2016 FU125
- 2016 FV125
- 2016 FW125
- 2016 FX125
- 2016 FY125
- 2016 FZ125
- 2016 FA126
- 2016 FB126
- 2016 FC126
- 2016 FD126
- 2016 FE126
- 2016 FG126
- 2016 FH126
- 2016 FJ126
- 2016 FK126
- 2016 FL126
- 2016 FM126
- 2016 FN126
- 2016 FO126
- 2016 FP126
- 2016 FQ126
- 2016 FR126
- 2016 FS126
- 2016 FU126
- 2016 FV126
- 2016 FW126
- 2016 FX126
- 2016 FY126
- 2016 FZ126
- 2016 FA127
- 2016 FB127
- 2016 FC127
- 2016 FD127
- 2016 FE127
- 2016 FF127
- 2016 FG127
- 2016 FH127
- 2016 FJ127
- 2016 FL127
- 2016 FM127
- 2016 FN127
- 2016 FO127
- 2016 FP127
- 2016 FQ127
- 2016 FR127
- 2016 FS127
- 2016 FT127
- 2016 FU127
- 2016 FV127
- 2016 FW127
- 2016 FX127
- 2016 FY127
- 2016 FZ127
- 2016 FA128
- 2016 FB128
- 2016 FD128
- 2016 FE128
- 2016 FF128
- 2016 FG128
- 2016 FH128
- 2016 FK128
- 2016 FL128
- 2016 FM128
- 2016 FN128
- 2016 FO128
- 2016 FP128
- 2016 FQ128
- 2016 FR128
- 2016 FS128
- 2016 FT128
- 2016 FV128
- 2016 FW128
- 2016 FX128
- 2016 FY128
- 2016 FZ128
- 2016 FA129
- 2016 FB129
- 2016 FC129
- 2016 FD129
- 2016 FE129
- 2016 FF129
- 2016 FG129
- 2016 FH129
- 2016 FJ129
- 2016 FK129
- 2016 FL129
- 2016 FM129
- 2016 FN129
- 2016 FO129
- 2016 FP129
- 2016 FQ129
- 2016 FR129
- 2016 FS129
- 2016 FT129
- 2016 FU129
- 2016 FV129
- 2016 FW129
- 2016 FX129
- 2016 FY129
- 2016 FA130
- 2016 FB130
- 2016 FC130
- 2016 FD130
- 2016 FE130
- 2016 FF130
- 2016 FG130
- 2016 FH130
- 2016 FJ130
- 2016 FK130
- 2016 FL130
- 2016 FM130
- 2016 FN130
- 2016 FO130
- 2016 FP130
- 2016 FQ130
- 2016 FR130
- 2016 FS130
- 2016 FT130
- 2016 FU130
- 2016 FX130
- 2016 FA131
- 2016 FB131
- 2016 FC131
- 2016 FD131
- 2016 FF131
- 2016 FG131
- 2016 FH131
- 2016 FK131
- 2016 FL131
- 2016 FM131
- 2016 FN131
- 2016 FO131
- 2016 FP131
- 2016 FQ131
- 2016 FR131
- 2016 FS131
- 2016 FT131
- 2016 FU131
- 2016 FV131
- 2016 FW131
- 2016 FX131
- 2016 FY131
- 2016 FZ131
- 2016 FA132
- 2016 FB132
- 2016 FC132
- 2016 FD132
- 2016 FE132
- 2016 FF132
- 2016 FG132
- 2016 FH132
- 2016 FJ132
- 2016 FK132
- 2016 FL132
- 2016 FM132
- 2016 FN132
- 2016 FO132
- 2016 FP132
- 2016 FQ132
- 2016 FR132
- 2016 FT132
- 2016 FU132
- 2016 FV132
- 2016 FW132
- 2016 FX132
- 2016 FY132
- 2016 FZ132
- 2016 FA133
- 2016 FB133
- 2016 FC133
- 2016 FD133
- 2016 FE133
- 2016 FF133
- 2016 FG133
- 2016 FH133
- 2016 FJ133
- 2016 FK133
- 2016 FL133
- 2016 FM133
- 2016 FN133
- 2016 FO133
- 2016 FP133
- 2016 FQ133
- 2016 FR133
- 2016 FS133
- 2016 FT133
- 2016 FU133
- 2016 FV133
- 2016 FW133
- 2016 FX133
- 2016 FY133
- 2016 FZ133
- 2016 FA134
- 2016 FB134
- 2016 FC134
- 2016 FD134
- 2016 FE134
- 2016 FF134
- 2016 FG134
- 2016 FH134
- 2016 FJ134
- 2016 FK134
- 2016 FL134
- 2016 FM134
- 2016 FN134
- 2016 FO134
- 2016 FP134
- 2016 FR134
- 2016 FS134
- 2016 FT134
- 2016 FU134
- 2016 FV134
- 2016 FW134
- 2016 FX134
- 2016 FY134
- 2016 FZ134
- 2016 FA135
- 2016 FB135
- 2016 FC135
- 2016 FD135
- 2016 FE135
- 2016 FF135
- 2016 FG135
- 2016 FH135
- 2016 FJ135
- 2016 FK135
- 2016 FL135
- 2016 FN135
- 2016 FO135
- 2016 FP135
- 2016 FQ135
- 2016 FR135
- 2016 FS135
- 2016 FT135
- 2016 FU135
- 2016 FV135
- 2016 FW135
- 2016 FX135
- 2016 FY135
- 2016 FZ135
- 2016 FA136
- 2016 FB136
- 2016 FC136
- 2016 FD136
- 2016 FE136
- 2016 FF136
- 2016 FG136
- 2016 FH136
- 2016 FJ136
- 2016 FK136
- 2016 FL136
- 2016 FM136
- 2016 FN136
- 2016 FO136
- 2016 FP136
- 2016 FQ136
- 2016 FR136
- 2016 FS136
- 2016 FT136
- 2016 FU136
- 2016 FV136
- 2016 FW136
- 2016 FX136
- 2016 FY136
- 2016 FZ136
- 2016 FA137
- 2016 FB137
- 2016 FC137
- 2016 FD137
- 2016 FE137
- 2016 FF137
- 2016 FG137
- 2016 FH137
- 2016 FJ137
- 2016 FK137
- 2016 FL137
- 2016 FM137
- 2016 FN137
- 2016 FO137
- 2016 FP137
- 2016 FQ137
- 2016 FR137
- 2016 FS137
- 2016 FT137
- 2016 FU137
- 2016 FV137
- 2016 FW137
- 2016 FX137
- 2016 FY137
- 2016 FZ137
- 2016 FA138
- 2016 FB138
- 2016 FC138
- 2016 FD138
- 2016 FE138
- 2016 FF138
- 2016 FG138
- 2016 FH138
- 2016 FJ138
- 2016 FL138
- 2016 FM138
- 2016 FN138
- 2016 FO138
- 2016 FP138
- 2016 FQ138
- 2016 FR138
- 2016 FS138
- 2016 FT138
- 2016 FU138
- 2016 FV138
- 2016 FW138
- 2016 FX138
- 2016 FY138
- 2016 FZ138
- 2016 FA139
- 2016 FB139
- 2016 FC139
- 2016 FD139
- 2016 FE139
- 2016 FF139
- 2016 FG139
- 2016 FH139
- 2016 FJ139
- 2016 FK139
- 2016 FL139
- 2016 FM139
- 2016 FN139
- 2016 FO139
- 2016 FP139
- 2016 FQ139
- 2016 FR139
- 2016 FS139
- 2016 FT139
- 2016 FU139
- 2016 FV139
- 2016 FW139
- 2016 FX139
- 2016 FY139
- 2016 FZ139
- 2016 FA140
- 2016 FB140
- 2016 FC140
- 2016 FD140
- 2016 FE140
- 2016 FF140
- 2016 FG140
- 2016 FH140
- 2016 FJ140
- 2016 FK140
- 2016 FL140
- 2016 FM140
- 2016 FN140
- 2016 FO140
- 2016 FP140
- 2016 FQ140
- 2016 FR140
- 2016 FS140
- 2016 FT140
- 2016 FU140
- 2016 FV140
- 2016 FW140
- 2016 FX140
- 2016 FY140
- 2016 FZ140
- 2016 FA141
- 2016 FB141
- 2016 FC141
- 2016 FD141
- 2016 FE141
- 2016 FF141
- 2016 FG141
- 2016 FH141
- 2016 FJ141
- 2016 FK141
- 2016 FL141
- 2016 FM141
- 2016 FN141
- 2016 FO141
- 2016 FP141
- 2016 FQ141
- 2016 FR141
- 2016 FS141
- 2016 FT141
- 2016 FU141
- 2016 FV141
- 2016 FW141
- 2016 FX141
- 2016 FY141
- 2016 FZ141
- 2016 FA142
- 2016 FB142
- 2016 FC142
- 2016 FD142
- 2016 FE142
- 2016 FF142
- 2016 FG142
- 2016 FH142
- 2016 FJ142
- 2016 FK142
- 2016 FL142
- 2016 FM142
- 2016 FN142
- 2016 FO142
- 2016 FP142
- 2016 FQ142
- 2016 FR142
- 2016 FS142
- 2016 FT142
- 2016 FU142
- 2016 FV142
- 2016 FW142
- 2016 FX142
- 2016 FY142
- 2016 FZ142
- 2016 FA143
- 2016 FB143
- 2016 FC143
- 2016 FD143
- 2016 FE143
- 2016 FF143
- 2016 FG143
- 2016 FH143
- 2016 FJ143
- 2016 FK143
- 2016 FL143
- 2016 FM143
- 2016 FO143
- 2016 FP143
- 2016 FQ143
- 2016 FR143
- 2016 FS143
- 2016 FT143
- 2016 FU143
- 2016 FV143
- 2016 FW143
- 2016 FX143
- 2016 FY143
- 2016 FZ143
- 2016 FA144
- 2016 FB144
- 2016 FC144
- 2016 FD144
- 2016 FE144
- 2016 FF144
- 2016 FG144
- 2016 FH144
- 2016 FJ144
- 2016 FK144
- 2016 FM144
- 2016 FN144
- 2016 FO144
- 2016 FP144
- 2016 FQ144
- 2016 FR144
- 2016 FS144
- 2016 FT144
- 2016 FU144
- 2016 FV144
- 2016 FW144
- 2016 FX144
- 2016 FY144
- 2016 FZ144
- 2016 FA145
- 2016 FB145
- 2016 FC145
- 2016 FD145
- 2016 FE145
- 2016 FF145
- 2016 FG145
- 2016 FH145
- 2016 FJ145
- 2016 FK145
- 2016 FL145
- 2016 FM145
- 2016 FN145
- 2016 FO145
- 2016 FP145
- 2016 FQ145
- 2016 FR145
- 2016 FS145
- 2016 FT145
- 2016 FU145
- 2016 FV145
- 2016 FW145
- 2016 FX145
- 2016 FY145
- 2016 FZ145
- 2016 FA146
- 2016 FB146
- 2016 FC146
- 2016 FD146
- 2016 FF146
- 2016 FG146
- 2016 FH146
- 2016 FJ146
- 2016 FK146
- 2016 FL146
- 2016 FM146
- 2016 FN146
- 2016 FP146
- 2016 FQ146
- 2016 FR146
- 2016 FS146
- 2016 FT146
- 2016 FU146
- 2016 FV146
- 2016 FW146
- 2016 FX146
- 2016 FY146
- 2016 FZ146
- 2016 FA147
- 2016 FB147
- 2016 FC147
- 2016 FD147
- 2016 FF147
- 2016 FG147
- 2016 FH147
- 2016 FJ147
- 2016 FK147
- 2016 FL147
- 2016 FM147
- 2016 FN147
- 2016 FO147
- 2016 FP147
- 2016 FQ147
- 2016 FR147
- 2016 FS147
- 2016 FT147
- 2016 FU147
- 2016 FV147
- 2016 FW147
- 2016 FX147
- 2016 FY147
- 2016 FZ147
- 2016 FA148
- 2016 FB148
- 2016 FC148
- 2016 FD148
- 2016 FE148
- 2016 FF148
- 2016 FH148
- 2016 FJ148
- 2016 FK148
- 2016 FL148
- 2016 FM148
- 2016 FN148
- 2016 FO148
- 2016 FP148
- 2016 FQ148
- 2016 FR148
- 2016 FS148
- 2016 FT148
- 2016 FU148
- 2016 FV148
- 2016 FW148
- 2016 FX148
- 2016 FY148
- 2016 FZ148
- 2016 FA149
- 2016 FB149
- 2016 FC149
- 2016 FD149
- 2016 FE149
- 2016 FF149
- 2016 FG149
- 2016 FH149
- 2016 FJ149
- 2016 FK149
- 2016 FL149
- 2016 FM149
- 2016 FN149
- 2016 FO149
- 2016 FP149
- 2016 FQ149
- 2016 FR149
- 2016 FS149
- 2016 FT149
- 2016 FU149
- 2016 FV149
- 2016 FW149
- 2016 FX149
- 2016 FY149
- 2016 FZ149
- 2016 FA150
- 2016 FB150
- 2016 FC150
- 2016 FD150
- 2016 FE150
- 2016 FF150
- 2016 FG150
- 2016 FH150
- 2016 FJ150
- 2016 FK150
- 2016 FL150
- 2016 FN150
- 2016 FO150
- 2016 FP150
- 2016 FQ150
- 2016 FR150
- 2016 FS150
- 2016 FT150
- 2016 FU150
- 2016 FV150
- 2016 FW150
- 2016 FX150
- 2016 FY150
- 2016 FZ150
- 2016 FA151
- 2016 FB151
- 2016 FC151
- 2016 FD151
- 2016 FE151
- 2016 FG151
- 2016 FH151
- 2016 FK151
- 2016 FL151
- 2016 FM151
- 2016 FN151
- 2016 FO151
- 2016 FP151
- 2016 FQ151
- 2016 FR151
- 2016 FT151
- 2016 FU151
- 2016 FV151
- 2016 FW151
- 2016 FX151
- 2016 FY151
- 2016 FZ151
- 2016 FA152
- 2016 FC152
- 2016 FD152
- 2016 FE152
- 2016 FF152
- 2016 FG152
- 2016 FH152
- 2016 FJ152
- 2016 FK152
- 2016 FL152
- 2016 FM152
- 2016 FN152
- 2016 FO152
- 2016 FP152
- 2016 FQ152
- 2016 FR152
- 2016 FS152
- 2016 FT152
- 2016 FU152
- 2016 FV152
- 2016 FW152
- 2016 FX152
- 2016 FY152
- 2016 FZ152
- 2016 FA153
- 2016 FB153
- 2016 FC153
- 2016 FD153
- 2016 FE153
- 2016 FF153
- 2016 FG153
- 2016 FH153
- 2016 FJ153
- 2016 FK153
- 2016 FL153
- 2016 FM153
- 2016 FN153
- 2016 FO153
- 2016 FP153
- 2016 FQ153
- 2016 FR153
- 2016 FT153
- 2016 FU153
- 2016 FV153
- 2016 FW153
- 2016 FX153
- 2016 FY153
- 2016 FZ153
- 2016 FA154
- 2016 FB154
- 2016 FC154
- 2016 FD154
- 2016 FE154
- 2016 FG154
- 2016 FH154
- 2016 FJ154
- 2016 FK154
- 2016 FM154
- 2016 FN154
- 2016 FO154
- 2016 FP154
- 2016 FQ154
- 2016 FR154
- 2016 FS154
- 2016 FT154
- 2016 FU154
- 2016 FW154
- 2016 FX154
- 2016 FY154
- 2016 FZ154
- 2016 FA155
- 2016 FB155
- 2016 FC155
- 2016 FD155
- 2016 FE155
- 2016 FF155
- 2016 FG155
- 2016 FH155
- 2016 FJ155
- 2016 FL155
- 2016 FM155
- 2016 FN155
- 2016 FO155
- 2016 FQ155
- 2016 FR155
- 2016 FS155
- 2016 FT155
- 2016 FU155
- 2016 FV155
- 2016 FW155
- 2016 FX155
- 2016 FY155
- 2016 FZ155
- 2016 FA156
- 2016 FB156
- 2016 FC156
- 2016 FD156
- 2016 FE156
- 2016 FF156
- 2016 FH156
- 2016 FJ156
- 2016 FL156
- 2016 FM156
- 2016 FN156
- 2016 FO156
- 2016 FQ156
- 2016 FR156
- 2016 FS156
- 2016 FT156
- 2016 FU156
- 2016 FV156
- 2016 FW156
- 2016 FX156
- 2016 FY156
- 2016 FZ156
- 2016 FA157
- 2016 FB157
- 2016 FC157
- 2016 FD157
- 2016 FE157
- 2016 FG157
- 2016 FH157
- 2016 FJ157
- 2016 FL157
- 2016 FM157
- 2016 FN157
- 2016 FP157
- 2016 FQ157
- 2016 FR157
- 2016 FS157
- 2016 FT157
- 2016 FU157
- 2016 FV157
- 2016 FW157
- 2016 FX157
- 2016 FY157
- 2016 FZ157
- 2016 FA158
- 2016 FB158
- 2016 FC158
- 2016 FD158
- 2016 FE158
- 2016 FF158
- 2016 FG158
- 2016 FH158
- 2016 FJ158
- 2016 FK158
- 2016 FL158
- 2016 FM158
- 2016 FN158
- 2016 FP158
- 2016 FQ158
- 2016 FR158
- 2016 FS158
- 2016 FT158
- 2016 FU158
- 2016 FV158
- 2016 FW158
- 2016 FX158
- 2016 FY158
- 2016 FZ158
- 2016 FA159
- 2016 FB159
- 2016 FC159
- 2016 FD159
- 2016 FE159
- 2016 FF159
- 2016 FG159
- 2016 FH159
- 2016 FJ159
- 2016 FK159
- 2016 FL159
- 2016 FM159
- 2016 FN159
- 2016 FO159
- 2016 FP159
- 2016 FQ159
- 2016 FR159
- 2016 FS159
- 2016 FT159
- 2016 FU159
- 2016 FV159
- 2016 FW159
- 2016 FX159
- 2016 FY159
- 2016 FZ159
- 2016 FA160
- 2016 FB160
- 2016 FC160
- 2016 FD160
- 2016 FE160
- 2016 FF160
- 2016 FG160
- 2016 FH160
- 2016 FJ160
- 2016 FK160
- 2016 FL160
- 2016 FM160
- 2016 FN160
- 2016 FO160
- 2016 FP160
- 2016 FQ160
- 2016 FR160
- 2016 FS160
- 2016 FT160
- 2016 FU160
- 2016 FV160
- 2016 FW160
- 2016 FX160
- 2016 FY160
- 2016 FZ160
- 2016 FA161
- 2016 FB161
- 2016 FC161
- 2016 FD161
- 2016 FE161
- 2016 FF161
- 2016 FH161
- 2016 FJ161
- 2016 FK161
- 2016 FL161
- 2016 FM161
- 2016 FN161
- 2016 FO161
- 2016 FP161
- 2016 FQ161
- 2016 FR161
- 2016 FS161
- 2016 FT161
- 2016 FV161
- 2016 FW161
- 2016 FX161
- 2016 FY161
- 2016 FZ161
- 2016 FA162
- 2016 FB162
- 2016 FC162
- 2016 FD162
- 2016 FF162
- 2016 FG162
- 2016 FH162
- 2016 FJ162
- 2016 FK162
- 2016 FL162
- 2016 FM162
- 2016 FN162
- 2016 FO162
- 2016 FP162
- 2016 FQ162
- 2016 FR162
- 2016 FS162
- 2016 FT162
- 2016 FU162
- 2016 FV162
- 2016 FW162
- 2016 FX162
- 2016 FY162
- 2016 FZ162
- 2016 FA163
- 2016 FB163
- 2016 FC163
- 2016 FD163
- 2016 FE163
- 2016 FF163
- 2016 FH163
- 2016 FJ163
- 2016 FK163
- 2016 FL163
- 2016 FM163
- 2016 FN163
- 2016 FO163
- 2016 FP163
- 2016 FQ163
- 2016 FR163
- 2016 FS163
- 2016 FT163
- 2016 FU163
- 2016 FV163
- 2016 FW163
- 2016 FX163
- 2016 FY163
- 2016 FZ163
- 2016 FA164
- 2016 FB164
- 2016 FC164
- 2016 FD164
- 2016 FE164
- 2016 FF164
- 2016 FG164
- 2016 FH164
- 2016 FJ164
- 2016 FK164
- 2016 FL164
- 2016 FM164
- 2016 FN164
- 2016 FO164
- 2016 FP164
- 2016 FQ164
- 2016 FR164
- 2016 FS164
- 2016 FT164
- 2016 FU164
- 2016 FV164
- 2016 FW164
- 2016 FX164
- 2016 FY164
- 2016 FZ164
- 2016 FA165
- 2016 FB165
- 2016 FC165
- 2016 FD165
- 2016 FE165
- 2016 FF165
- 2016 FG165
- 2016 FH165
- 2016 FK165
- 2016 FL165
- 2016 FM165
- 2016 FN165
- 2016 FO165
- 2016 FP165
- 2016 FQ165
- 2016 FR165
- 2016 FS165
- 2016 FT165
- 2016 FU165
- 2016 FV165
- 2016 FW165
- 2016 FX165
- 2016 FY165
- 2016 FZ165
- 2016 FA166
- 2016 FB166
- 2016 FC166
- 2016 FD166
- 2016 FE166
- 2016 FF166
- 2016 FG166
- 2016 FH166
- 2016 FJ166
- 2016 FK166
- 2016 FL166
- 2016 FM166
- 2016 FN166
- 2016 FO166
- 2016 FP166
- 2016 FQ166
- 2016 FR166
- 2016 FS166
- 2016 FT166
- 2016 FU166
- 2016 FV166
- 2016 FW166
- 2016 FX166
- 2016 FY166
- 2016 FZ166
- 2016 FA167
- 2016 FB167
- 2016 FC167
- 2016 FD167
- 2016 FE167
- 2016 FF167
- 2016 FG167
- 2016 FH167
- 2016 FJ167
- 2016 FK167
- 2016 FL167
- 2016 FM167
- 2016 FN167
- 2016 FO167
- 2016 FP167
- 2016 FQ167
- 2016 FR167
- 2016 FT167
- 2016 FU167
- 2016 FV167
- 2016 FW167
- 2016 FX167
- 2016 FY167
- 2016 FZ167
- 2016 FA168
- 2016 FB168
- 2016 FC168
- 2016 FD168
- 2016 FE168
- 2016 FF168
- 2016 FG168
- 2016 FH168
- 2016 FJ168
- 2016 FK168
- 2016 FL168
- 2016 FM168
- 2016 FN168
- 2016 FO168
- 2016 FP168
- 2016 FQ168
- 2016 FR168
- 2016 FS168
- 2016 FT168
- 2016 FU168
- 2016 FV168
- 2016 FW168
- 2016 FX168
- 2016 FY168
- 2016 FZ168
- 2016 FA169
- 2016 FB169
- 2016 FC169
- 2016 FD169
- 2016 FE169
- 2016 FF169
- 2016 FG169
- 2016 FH169
- 2016 FJ169
- 2016 FK169
- 2016 FL169
- 2016 FN169
- 2016 FO169
- 2016 FQ169
- 2016 FS169
- 2016 FT169
- 2016 FU169
- 2016 FV169
- 2016 FW169
- 2016 FX169
- 2016 FY169
- 2016 FZ169
- 2016 FA170
- 2016 FB170
- 2016 FC170
- 2016 FD170
- 2016 FE170
- 2016 FG170
- 2016 FH170
- 2016 FJ170
- 2016 FK170
- 2016 FL170
- 2016 FM170
- 2016 FN170
- 2016 FO170
- 2016 FQ170
- 2016 FR170
- 2016 FS170
- 2016 FT170
- 2016 FU170
- 2016 FV170
- 2016 FW170
- 2016 FX170
- 2016 FY170
- 2016 FZ170
- 2016 FA171
- 2016 FB171
- 2016 FC171
- 2016 FD171
- 2016 FE171
- 2016 FF171
- 2016 FG171
- 2016 FH171
- 2016 FJ171
- 2016 FL171
- 2016 FM171
- 2016 FN171
- 2016 FO171
- 2016 FP171
- 2016 FQ171
- 2016 FS171
- 2016 FT171
- 2016 FV171
- 2016 FW171
- 2016 FX171
- 2016 FY171
- 2016 FZ171
- 2016 FA172
- 2016 FB172
- 2016 FC172
- 2016 FE172
- 2016 FF172
- 2016 FG172
- 2016 FH172
- 2016 FJ172
- 2016 FK172
- 2016 FL172
- 2016 FM172
- 2016 FN172
- 2016 FO172
- 2016 FP172
- 2016 FQ172
- 2016 FR172
- 2016 FS172
- 2016 FT172
- 2016 FU172
- 2016 FV172
- 2016 FW172
- 2016 FX172
- 2016 FY172
- 2016 FZ172
- 2016 FA173
- 2016 FB173
- 2016 FC173
- 2016 FD173
- 2016 FE173
- 2016 FF173
- 2016 FG173
- 2016 FH173
- 2016 FJ173
- 2016 FN173
- 2016 FO173
- 2016 FP173
- 2016 FQ173
- 2016 FR173
- 2016 FS173
- 2016 FT173
- 2016 FV173
- 2016 FW173
- 2016 FX173
- 2016 FY173
- 2016 FZ173
- 2016 FA174
- 2016 FB174
- 2016 FC174
- 2016 FD174
- 2016 FE174
- 2016 FF174
- 2016 FG174
- 2016 FH174
- 2016 FJ174
- 2016 FK174
- 2016 FL174
- 2016 FM174
- 2016 FN174
- 2016 FO174
- 2016 FP174
- 2016 FQ174
- 2016 FR174
- 2016 FS174
- 2016 FT174
- 2016 FU174
- 2016 FV174
- 2016 FW174
- 2016 FX174
- 2016 FY174
- 2016 FZ174
- 2016 FA175
- 2016 FB175
- 2016 FC175
- 2016 FD175
- 2016 FE175
- 2016 FF175
- 2016 FG175
- 2016 FH175
- 2016 FJ175
- 2016 FK175
- 2016 FL175
- 2016 FM175
- 2016 FN175
- 2016 FO175
- 2016 FP175
- 2016 FQ175
- 2016 FR175
- 2016 FS175
- 2016 FT175
- 2016 FU175
- 2016 FV175
- 2016 FW175
- 2016 FX175
- 2016 FY175
- 2016 FZ175
- 2016 FA176
- 2016 FB176
- 2016 FC176
- 2016 FD176
- 2016 FE176
- 2016 FF176
- 2016 FG176
- 2016 FH176
- 2016 FJ176
- 2016 FK176
- 2016 FL176
- 2016 FM176
- 2016 FN176
- 2016 FO176
- 2016 FP176
- 2016 FQ176
- 2016 FR176
- 2016 FS176
- 2016 FT176
- 2016 FU176
- 2016 FV176
- 2016 FW176
- 2016 FX176
- 2016 FY176
- 2016 FZ176
- 2016 FA177
- 2016 FB177
- 2016 FC177
- 2016 FD177
- 2016 FE177
- 2016 FF177
- 2016 FG177
- 2016 FH177
- 2016 FJ177
- 2016 FK177
- 2016 FL177
- 2016 FM177
- 2016 FN177
- 2016 FO177
- 2016 FP177
- 2016 FQ177
- 2016 FR177
- 2016 FS177
- 2016 FT177
- 2016 FU177
- 2016 FV177
- 2016 FW177
- 2016 FX177
- 2016 FY177
- 2016 FZ177
- 2016 FA178
- 2016 FB178
- 2016 FC178
- 2016 FD178
- 2016 FE178
- 2016 FF178
- 2016 FG178
- 2016 FH178
- 2016 FJ178
- 2016 FK178
- 2016 FL178
- 2016 FM178
- 2016 FN178
- 2016 FO178
- 2016 FP178
- 2016 FQ178
- 2016 FR178
- 2016 FS178
- 2016 FT178
- 2016 FU178
- 2016 FV178
- 2016 FW178
- 2016 FX178
- 2016 FY178
- 2016 FZ178
- 2016 FA179
- 2016 FB179
- 2016 FC179
- 2016 FD179
- 2016 FE179
- 2016 FF179
- 2016 FG179
- 2016 FH179
- 2016 FJ179
- 2016 FK179
- 2016 FL179
- 2016 FM179
- 2016 FN179
- 2016 FO179
- 2016 FP179
- 2016 FQ179
- 2016 FR179
- 2016 FS179
- 2016 FU179
- 2016 FV179
- 2016 FW179
- 2016 FX179
- 2016 FY179
- 2016 FZ179
- 2016 FA180
- 2016 FB180
- 2016 FC180
- 2016 FD180
- 2016 FE180
- 2016 FF180
- 2016 FH180
- 2016 FJ180
- 2016 FK180
- 2016 FL180
- 2016 FM180
- 2016 FO180
- 2016 FP180
- 2016 FR180
- 2016 FS180
- 2016 FT180
- 2016 FU180
- 2016 FV180
- 2016 FW180
- 2016 FX180
- 2016 FY180
- 2016 FZ180
- 2016 FA181
- 2016 FB181
- 2016 FC181
- 2016 FD181
- 2016 FE181
- 2016 FF181
- 2016 FG181
- 2016 FH181
- 2016 FJ181
- 2016 FK181
- 2016 FL181
- 2016 FM181
- 2016 FN181
- 2016 FO181
- 2016 FP181
- 2016 FQ181
- 2016 FR181
- 2016 FS181
- 2016 FT181
- 2016 FU181
- 2016 FV181
- 2016 FW181
- 2016 FX181
- 2016 FY181
- 2016 FZ181
- 2016 FA182
- 2016 FB182
- 2016 FC182
- 2016 FD182
- 2016 FE182
- 2016 FF182
- 2016 FG182
- 2016 FH182
- 2016 FJ182
- 2016 FK182
- 2016 FL182
- 2016 FM182
- 2016 FN182
- 2016 FO182
- 2016 FP182
- 2016 FQ182
- 2016 FR182
- 2016 FS182
- 2016 FT182
- 2016 FU182
- 2016 FV182
- 2016 FW182
- 2016 FX182
- 2016 FY182
- 2016 FZ182
- 2016 FA183
- 2016 FB183
- 2016 FC183
- 2016 FD183
- 2016 FE183
- 2016 FF183
- 2016 FG183
- 2016 FH183
- 2016 FJ183
- 2016 FK183
- 2016 FL183
- 2016 FM183
- 2016 FN183
- 2016 FO183
- 2016 FP183
- 2016 FQ183
- 2016 FR183
- 2016 FT183
- 2016 FU183
- 2016 FV183
- 2016 FW183
- 2016 FX183
- 2016 FY183
- 2016 FZ183
- 2016 FA184
- 2016 FB184
- 2016 FC184
- 2016 FD184
- 2016 FE184
- 2016 FF184
- 2016 FG184
- 2016 FH184
- 2016 FJ184
- 2016 FK184
- 2016 FL184
- 2016 FM184
- 2016 FN184
- 2016 FO184
- 2016 FP184
- 2016 FQ184
- 2016 FR184
- 2016 FS184
- 2016 FT184
- 2016 FU184
- 2016 FV184
- 2016 FW184
- 2016 FX184
- 2016 FY184
- 2016 FZ184
- 2016 FA185
- 2016 FB185
- 2016 FC185
- 2016 FD185
- 2016 FE185
- 2016 FF185
- 2016 FG185
- 2016 FH185
- 2016 FJ185
- 2016 FK185
- 2016 FL185
- 2016 FM185
- 2016 FN185
- 2016 FO185
- 2016 FP185
- 2016 FQ185
- 2016 FR185
- 2016 FS185
- 2016 FT185
- 2016 FU185
- 2016 FV185
- 2016 FW185
- 2016 FX185
- 2016 FY185
- 2016 FZ185
- 2016 FA186
- 2016 FB186
- 2016 FC186
- 2016 FD186
- 2016 FE186
- 2016 FF186
- 2016 FG186
- 2016 FH186
- 2016 FJ186
- 2016 FK186
- 2016 FL186
- 2016 FM186
- 2016 FN186
- 2016 FO186
- 2016 FP186
- 2016 FQ186
- 2016 FR186
- 2016 FS186
- 2016 FT186
- 2016 FU186
- 2016 FV186
- 2016 FW186
- 2016 FX186
- 2016 FY186
- 2016 FZ186
- 2016 FA187
- 2016 FB187
- 2016 FC187
- 2016 FD187
- 2016 FE187
- 2016 FF187
- 2016 FG187
- 2016 FH187
- 2016 FJ187
- 2016 FK187
- 2016 FL187
- 2016 FM187
- 2016 FN187
- 2016 FO187
- 2016 FP187
- 2016 FQ187
- 2016 FR187
- 2016 FS187
- 2016 FT187
- 2016 FU187
- 2016 FV187
- 2016 FW187
- 2016 FX187
- 2016 FY187
- 2016 FZ187
- 2016 FA188
- 2016 FB188
- 2016 FC188
- 2016 FD188
- 2016 FE188
- 2016 FF188
- 2016 FG188
- 2016 FH188
- 2016 FJ188
- 2016 FK188
- 2016 FL188
- 2016 FM188
- 2016 FN188
- 2016 FO188
- 2016 FP188
- 2016 FQ188
- 2016 FR188
- 2016 FS188
- 2016 FT188
- 2016 FU188
- 2016 FV188
- 2016 FW188
- 2016 FX188
- 2016 FY188
- 2016 FZ188
- 2016 FA189
- 2016 FB189
- 2016 FC189
- 2016 FD189
- 2016 FE189
- 2016 FF189
- 2016 FG189
- 2016 FH189
- 2016 FJ189
- 2016 FK189
- 2016 FL189
- 2016 FM189
- 2016 FN189
- 2016 FO189
- 2016 FP189
- 2016 FQ189
- 2016 FR189
- 2016 FS189
- 2016 FT189
- 2016 FU189
- 2016 FV189
- 2016 FW189
- 2016 FX189
- 2016 FY189
- 2016 FZ189
- 2016 FA190
- 2016 FB190
- 2016 FC190
- 2016 FD190
- 2016 FE190
- 2016 FF190
- 2016 FG190
- 2016 FH190
- 2016 FJ190
- 2016 FK190
- 2016 FL190
- 2016 FM190
- 2016 FN190
- 2016 FO190
- 2016 FP190
- 2016 FQ190
- 2016 FR190
- 2016 FT190
- 2016 FV190
- 2016 FW190
- 2016 FX190
- 2016 FY190
- 2016 FZ190
- 2016 FA191
- 2016 FB191
- 2016 FC191
- 2016 FD191
- 2016 FE191
- 2016 FF191
- 2016 FG191
- 2016 FH191
- 2016 FJ191
- 2016 FK191
- 2016 FL191
- 2016 FM191
- 2016 FN191
- 2016 FO191
- 2016 FP191
- 2016 FQ191
- 2016 FR191
- 2016 FS191
- 2016 FT191
- 2016 FU191
- 2016 FV191
- 2016 FW191
- 2016 FX191
- 2016 FY191
- 2016 FZ191
- 2016 FA192
- 2016 FB192
- 2016 FC192
- 2016 FD192
- 2016 FE192
- 2016 FF192
- 2016 FG192
- 2016 FH192
- 2016 FJ192
- 2016 FK192
- 2016 FM192
- 2016 FN192
- 2016 FO192
- 2016 FQ192
- 2016 FR192
- 2016 FS192
- 2016 FT192
- 2016 FU192
- 2016 FV192
- 2016 FW192
- 2016 FX192
- 2016 FY192
- 2016 FZ192
- 2016 FA193
- 2016 FB193
- 2016 FC193
- 2016 FE193
- 2016 FF193
- 2016 FG193
- 2016 FH193
- 2016 FJ193
- 2016 FK193
- 2016 FL193
- 2016 FM193
- 2016 FN193
- 2016 FO193
- 2016 FP193
- 2016 FQ193
- 2016 FR193
- 2016 FS193
- 2016 FT193
- 2016 FU193
- 2016 FV193
- 2016 FW193
- 2016 FX193
- 2016 FY193
- 2016 FZ193
- 2016 FA194
- 2016 FB194
- 2016 FC194
- 2016 FD194
- 2016 FE194
- 2016 FF194
- 2016 FG194
- 2016 FH194
- 2016 FJ194
- 2016 FK194
- 2016 FL194
- 2016 FM194
- 2016 FN194
- 2016 FO194
- 2016 FP194
- 2016 FQ194
- 2016 FR194
- 2016 FS194
- 2016 FT194
- 2016 FU194
- 2016 FV194
- 2016 FW194
- 2016 FX194
- 2016 FY194
- 2016 FZ194
- 2016 FA195
- 2016 FB195
- 2016 FC195
- 2016 FD195
- 2016 FE195
- 2016 FF195
- 2016 FG195
- 2016 FH195
- 2016 FJ195
- 2016 FK195
- 2016 FL195
- 2016 FM195
- 2016 FN195
- 2016 FO195
- 2016 FP195
- 2016 FQ195
- 2016 FR195
- 2016 FS195
- 2016 FT195
- 2016 FU195
- 2016 FV195
- 2016 FW195
- 2016 FX195
- 2016 FY195
- 2016 FZ195
- 2016 FA196
- 2016 FB196
- 2016 FC196
- 2016 FD196
- 2016 FE196
- 2016 FF196
- 2016 FG196
- 2016 FH196
- 2016 FJ196
- 2016 FK196
- 2016 FL196
- 2016 FM196
- 2016 FN196
- 2016 FO196
- 2016 FP196
- 2016 FQ196
- 2016 FR196
- 2016 FS196
- 2016 FT196
- 2016 FU196
- 2016 FV196
- 2016 FW196
- 2016 FX196
- 2016 FY196
- 2016 FZ196
- 2016 FA197
- 2016 FB197
- 2016 FC197
- 2016 FD197
- 2016 FE197
- 2016 FF197
- 2016 FG197
- 2016 FH197
- 2016 FJ197
- 2016 FK197
- 2016 FL197
- 2016 FM197
- 2016 FN197
- 2016 FO197
- 2016 FP197
- 2016 FQ197
- 2016 FR197
- 2016 FS197
- 2016 FT197
- 2016 FU197
- 2016 FV197
- 2016 FW197
- 2016 FX197
- 2016 FY197
- 2016 FZ197
- 2016 FA198
- 2016 FB198
- 2016 FC198
- 2016 FD198
- 2016 FE198
- 2016 FF198
- 2016 FG198
- 2016 FH198
- 2016 FJ198
- 2016 FK198
- 2016 FL198
- 2016 FM198
- 2016 FN198
- 2016 FO198
- 2016 FP198
- 2016 FQ198
- 2016 FR198
- 2016 FS198
- 2016 FT198
- 2016 FU198
- 2016 FV198
- 2016 FW198
- 2016 FX198
- 2016 FY198
- 2016 FZ198
- 2016 FA199
- 2016 FB199
- 2016 FC199
- 2016 FD199
- 2016 FE199
- 2016 FF199
- 2016 FG199
- 2016 FH199
- 2016 FJ199
- 2016 FK199
- 2016 FL199
- 2016 FM199
- 2016 FN199
- 2016 FO199
- 2016 FP199
- 2016 FQ199
- 2016 FR199
- 2016 FS199
- 2016 FT199
- 2016 FU199
- 2016 FV199
- 2016 FW199
- 2016 FX199
- 2016 FY199
- 2016 FZ199
- 2016 FA200
- 2016 FB200
- 2016 FC200
- 2016 FD200
- 2016 FE200
- 2016 FF200
- 2016 FG200
- 2016 FH200
- 2016 FJ200
- 2016 FK200
- 2016 FL200
- 2016 FM200
- 2016 FN200
- 2016 FO200
- 2016 FP200
- 2016 FQ200
- 2016 FR200
- 2016 FS200
- 2016 FT200
- 2016 FU200
- 2016 FV200
- 2016 FW200
- 2016 FX200
- 2016 FY200
- 2016 FZ200
- 2016 FA201
- 2016 FB201
- 2016 FC201
- 2016 FD201
- 2016 FE201
- 2016 FF201
- 2016 FG201
- 2016 FH201
- 2016 FJ201
- 2016 FK201
- 2016 FL201
- 2016 FM201
- 2016 FN201
- 2016 FO201
- 2016 FP201
- 2016 FQ201
- 2016 FR201
- 2016 FS201
- 2016 FT201
- 2016 FU201
- 2016 FV201
- 2016 FW201
- 2016 FX201
- 2016 FY201
- 2016 FZ201
- 2016 FA202
- 2016 FB202
- 2016 FC202
- 2016 FD202
- 2016 FE202
- 2016 FF202
- 2016 FG202
- 2016 FH202
- 2016 FJ202
- 2016 FK202
- 2016 FL202
- 2016 FM202
- 2016 FN202
- 2016 FO202
- 2016 FP202
- 2016 FQ202
- 2016 FR202
- 2016 FS202
- 2016 FT202
- 2016 FU202
- 2016 FV202
- 2016 FW202
- 2016 FX202
- 2016 FY202
- 2016 FZ202
- 2016 FA203
- 2016 FB203
- 2016 FC203
- 2016 FD203
- 2016 FE203
- 2016 FG203